# 马恩拉瓦莱-谢西站
马恩拉瓦莱-谢西站，简称马恩拉瓦莱站，是法國的一个铁路车站，坐落在马恩拉瓦莱新城当中，巴黎迪士尼乐园、华特迪士尼影城和迪士尼小镇之间，位于法国巴黎东郊塞纳-马恩省谢西。
马恩拉瓦莱-谢西站是一个集通勤铁路（快铁）和高速铁路（高铁）合二为一的一个车站，停靠法兰西岛大区快铁A线、TGV以及少量欧洲之星高速列车。

## 历史
作为法国高速列车互联东線的一部分，本来决定在默伦-塞纳尔设立一个TGV车站。根据交通部的档案，这个提案不久便被取消。1987年，法国政府与华特迪士尼公司签定建设巴黎迪士尼乐园计划的时候，已经预定在建设园区内留下一块区域，用作建设车站。1989年1月，法国国家铁路公司与欧洲迪士尼公司签订的协议中，包含了建设高速列车的计划。投资建设费用预定为3810万欧元，后来增加到1亿2650万欧元。
1992年4月1日，马恩拉瓦莱站的快铁（RER A）部分首先建成并投入使用。1994年5月29日，高铁（TGV）车站也建成并投入使用。这两个工程都是马恩河谷新城计划的一部分。这两个车站提供了前往巴黎迪士尼乐园和华特迪士尼影城的便捷公共交通方式。
据法国国家铁路公司和迪士尼公司预计，车站建成后，1996年全年的客流量应当能够达到280万人次，然而实际上1996年出入站人次数量仅为70万人次，2000年为150万人次，2008年达到260万人次。
自2008年2月4日至2013年12月间，马恩拉瓦莱-谢西站的RER A线列车的发车频率由原本的20分钟一班提高到10分钟一班。然而，通往巴黎方向的车次不再在马恩河畔布里站和讷伊普莱桑斯站停靠。前往这两个站的乘客需要在大努瓦西东山站换乘。2013年至2017年间，绝大部分由马恩拉瓦莱站开出的A线列车的终点均为塞尔吉高地站，而2017年12月，RATP再次大幅修改A线的时刻表，在工作日白天期间，马恩拉瓦莱站的大部分A线列车均开往圣日耳曼昂莱站，夜间以及周末和节假日则开往普瓦西站或塞尔吉高地站。

## 站台设置
马恩拉瓦莱-谢西站包括两个不同的站场，分别用于停靠TGV和RER。

### 高铁部分
马恩拉瓦莱-谢西站的高铁车站部分由两个岛式站台和三根车道组成，是一个下沉式的车站，通过自动扶梯和地面连接。
| 西↑ |      |               |  |
| 3道 |      |               |  |
|     | 岛式 |               |  |
| 4道 |      | （开门方向↑） |  |
|     | 岛式 |               |  |
| 5道 |      |               |  |
| 东↓ |      |               |  |

### 快铁部分
马恩拉瓦莱-谢西站的高铁车站部分由一个岛式站台和两根车道组成，呈南北走向，也是一个下沉式的车站，通过自动扶梯和地面连接。
| 西↑ |      |   |  |
| 1道 |      | ← |  |
|     | 岛式 |   |  |
| 2道 |      | ← |  |
| 东↓ |      |   |  |

## 服务

### 快铁
马恩拉瓦莱-谢西站在正常时段的发车频率是10分钟一班，高峰时期的发车频率是每小时6至12班次。晚间的发车频率是15分钟或30分钟一班。从马恩拉瓦莱-谢西站到巴黎中心地区的沙特雷-大堂站需要约40分钟，到商务区拉德芳斯站需要约50分钟。

### 高铁
马恩拉瓦莱-谢西站的高速列车线路包括法国高速列车（TGV）以及少量欧洲之星列车。

## 本站可直达城市
| 马恩拉瓦莱-谢西站出发可直达的城市 | |
| - 本表仅包括乘坐高铁列车（TGV · Ouigo · Eurostar）可前往的城市或车站 - 为方便阅读，可到达的城市或车站按照城市法语名的首字母顺序排序。 - 粗体字为法国省会城市，斜体字的城市仅周末或特定时段才能直达，（括号内的小字为该站可同站换乘到达的主要城市）。 - 中文名称非官方正式翻译，仅供参考。 | |
| 目的地所在大区或国家 | 可以直达的目的地 |
| 法兰西岛 | Aéroport CDG 2 · Massy TGV |
| 奥弗涅-罗纳-阿尔卑斯 | Lyon-Part-Dieu/Perrache/St-Exupéry · Valence TGV 仅冬季周末直达：Aime · Albertville · Bourg-St-Maurice · Chambéry-Challes-les-Eaux · Landry · Modane · Moûtiers · St-Avre · St-Jean-de-Maurienne · St-Michel-la-Valloir |
| 勃艮第-弗朗什-孔泰 | Belfort-Montbéliard TGV · Besançon-FC TGV · Le Creusot TGV · Dijon-Ville · Montbard |
| 布列塔尼 | Rennes |
| 中央-卢瓦尔河谷 | St-Pierre-des-Corps |
| 大东部 | Champagne-Ardenne TGV · Lorraine TGV · Meuse TGV · Strasbourg |
| 上法兰西 | Arras · Douai · Lille-Europe/Flandres · TGV Haute-Picardie · Tourcoing |
| 新阿基坦 | Angoulême · Bordeaux · Poitiers |
| 奥克西塔尼 | Montpellier-St-Roch/Sud-de-France · Nîmes |
| 卢瓦尔河地区 | Angers · Laval · Le Mans · Nantes |
| 普罗旺斯-阿尔卑斯-蓝色海岸 | Aix-en-Provence TGV · Antibes · Avignon TGV · Cannes · Les Arcs · Marseilles · Nice · St-Raphaël · Toulon |
| 比利时 | Brussel |
| 英格兰 | Londres |
| 1. | |

## 停靠线路
以下列车线路在马恩拉瓦莱-谢西站停靠：
| 马恩拉瓦莱-谢西站列车线路表             |          |                        |                         |              |
| 线路                                    | 车种     | 上一站                 | 下一站                  | 大致运行频率 |
| 尼斯—里尔/布鲁塞尔                      | TGV      | 里昂帕尔迪厄           | 戴高乐机场              | 每天1趟左右  |
| 马赛—里尔/布鲁塞尔                      | TGV      | 里昂帕尔迪厄           | 戴高乐机场              | 每天4趟左右  |
| 蒙彼利埃—里尔/布鲁塞尔                  | TGV      | 里昂帕尔迪厄           | 戴高乐机场              | 每天4趟左右  |
| 里昂—里尔/布鲁塞尔                      | TGV      | 勒克勒佐TGV            | 戴高乐机场              | 每天1趟      |
| 里昂—南锡                               | TGV      | 里昂帕尔迪厄           | 香槟-阿登TGV/南锡       | 每天1趟      |
| 米卢斯—里尔                             | TGV      | 蒙巴尔                 | 戴高乐机场              | 每天1趟      |
| 雷恩—里尔                               | TGV      | 马西TGV                | 戴高乐机场              | 每天3趟左右  |
| 南特—里尔                               | TGV      | 马西TGV                | 戴高乐机场              | 每天4趟左右  |
| 波尔多—里尔欧洲/佛兰德                  | TGV      | 马西TGV                | 戴高乐机场              | 每天4趟左右  |
| 波尔多—戴高乐机场/斯特拉斯堡            | TGV      | 圣皮耶尔代科尔/马西TGV | 戴高乐机场/香槟-阿登TGV | 每天4趟左右  |
| 南特—斯特拉斯堡                         | TGV      | 马西TGV                | 戴高乐机场/香槟-阿登TGV | 每天1趟      |
| 雷恩—斯特拉斯堡                         | TGV      | 马西TGV                | 香槟-阿登TGV            | 每天1趟      |
| 里昂佩拉什/帕尔迪厄—马恩拉瓦莱          | Ouigo    | 里昂佩拉什/帕尔迪厄    | （终点）                | 每天1趟      |
| 雷恩—戴高乐机场                         | Ouigo    | 马西TGV                | 戴高乐机场              | 每天1趟      |
| 波尔多—戴高乐机场/里尔                  | Ouigo    | 马西TGV                | 戴高乐机场              | 每天1趟      |
| 马赛—戴高乐机场/里尔                    | Ouigo    | 里昂机场               | 戴高乐机场              | 每天1~2趟    |
| 蒙彼利埃圣罗克站/南法站—戴高乐机场/里尔 | Ouigo    | 里昂机场/瓦朗斯TGV     | 戴高乐机场              | 每天1~2趟    |
| 马赛—伦敦                               | Eurostar | 里昂帕尔迪厄           | 里尔欧洲                | [ 註 3 ]     |
| 1. 2. 3.                                |          |                        |                         |              |

| 巴黎大眾運輸公司 马恩拉瓦莱-谢西站列车线路表（区域线路） |                   |           |          |          |
| 起点                                                     | 上一站            | 线路      | 下一站   | 终点     |
| 塞尔吉高地/普瓦西 圣日耳曼昂莱/拉德芳斯                  | 比西圣乔治/欧洲谷 | [T] · (A) | （终点） | （终点） |

## 配套交通

### 长途客车
| 停靠马恩拉瓦莱-谢西站的大巴车 |                                 | |
| 上下车地点                    | 运营单位                        | 主要线路及目的地 |
| 马恩拉瓦莱-谢西站门口         | 塞纳-马恩省城际客运             | 17：克雷西-拉沙佩勒 · 穆鲁 · 库洛米耶 · 布里地区沙伊 · 戈谢堡 50：图坎 · 布里地区沃杜瓦 · 茹伊勒沙泰勒 · 舍努瓦斯 · 普罗万        |
| 马恩拉瓦莱-谢西站门口         | 普罗万城际客运                  | 13：布里地区罗宰 · 格朗皮-巴伊-卡鲁瓦 · 楠日 · 多讷马里-栋蒂伊 · 塞纳河畔布赖                                                     |
| 马恩拉瓦莱-谢西站门口         | 格罗达尔什巴士客运              | 38：蒂若 · 达马尔坦叙蒂若 · 莫尔塞夫 · 盖拉尔 · 莫兰河畔拉塞勒 · 法尔穆捷-波默斯站                                                |
| 马恩拉瓦莱-谢西站门口         | (N)                             | 托尔西站 · 努瓦西-尚站 · 大努瓦西东山站 · 巴黎 · 巴黎-里昂火车站 莫城 · 埃斯布利 · 马恩河畔拉尼 · 谢勒-古尔奈站 · 巴黎 · 巴黎东站 |
| 马恩拉瓦莱-谢西站门口         | ：巴黎戴高乐机场 ：巴黎奥利机场 | |
| 1. 2. 3.                      |                                 | |

### 城市公共交通
| 马恩拉瓦莱-谢西站附近的城市公共交通线路 |                       |                | |
| 公交车站名称                            | 停靠位置              | 运营单位       | 停靠线路 |
| 快铁谢西站                              | 马恩拉瓦莱-谢西站门口 | PEP'S          | 06：塞里斯-快铁欧洲谷站/谢西-马恩拉瓦莱站 ↔ 埃斯布利-城铁站 23：谢西-马恩拉瓦莱站 ↔ 马恩河畔托里尼-城铁拉尼站 24：谢西-马恩拉瓦莱站 ↔ 雅布利讷-娱乐基地 34：谢西-马恩拉瓦莱站 ↔ 塞里斯-快铁欧洲谷站 35：谢西-马恩拉瓦莱站 （环线，经过马尼勒翁格尔和巴伊-罗曼维利耶） 43：谢西-马恩拉瓦莱站 ↔ 塞里斯-快铁欧洲谷站 44：比西圣乔治-雅克利娜·奥里奥尔 （环线，经过马恩拉瓦莱站） |
| 快铁谢西站                              | 马恩拉瓦莱-谢西站门口 | Marne et Morin | 12：谢西-马恩拉瓦莱站 ↔ 莫城-汽车站 19：塞里斯-快铁欧洲谷站/谢西-马恩拉瓦莱站 ↔ 莫城-汽车站 57：谢西-马恩拉瓦莱站 ↔ 埃斯布利-城铁站 59：塞里斯-快铁欧洲谷站/谢西-马恩拉瓦莱站 ↔ 克雷西-拉沙佩勒-营地 59E：谢西-马恩拉瓦莱站 ↔ 克雷西-拉沙佩勒-城铁站 |
| 1. 2. 3.                                |                       |                | |

### 社会车辆
马恩拉瓦莱-谢西站附近设有社会车辆停车场。

## 图集

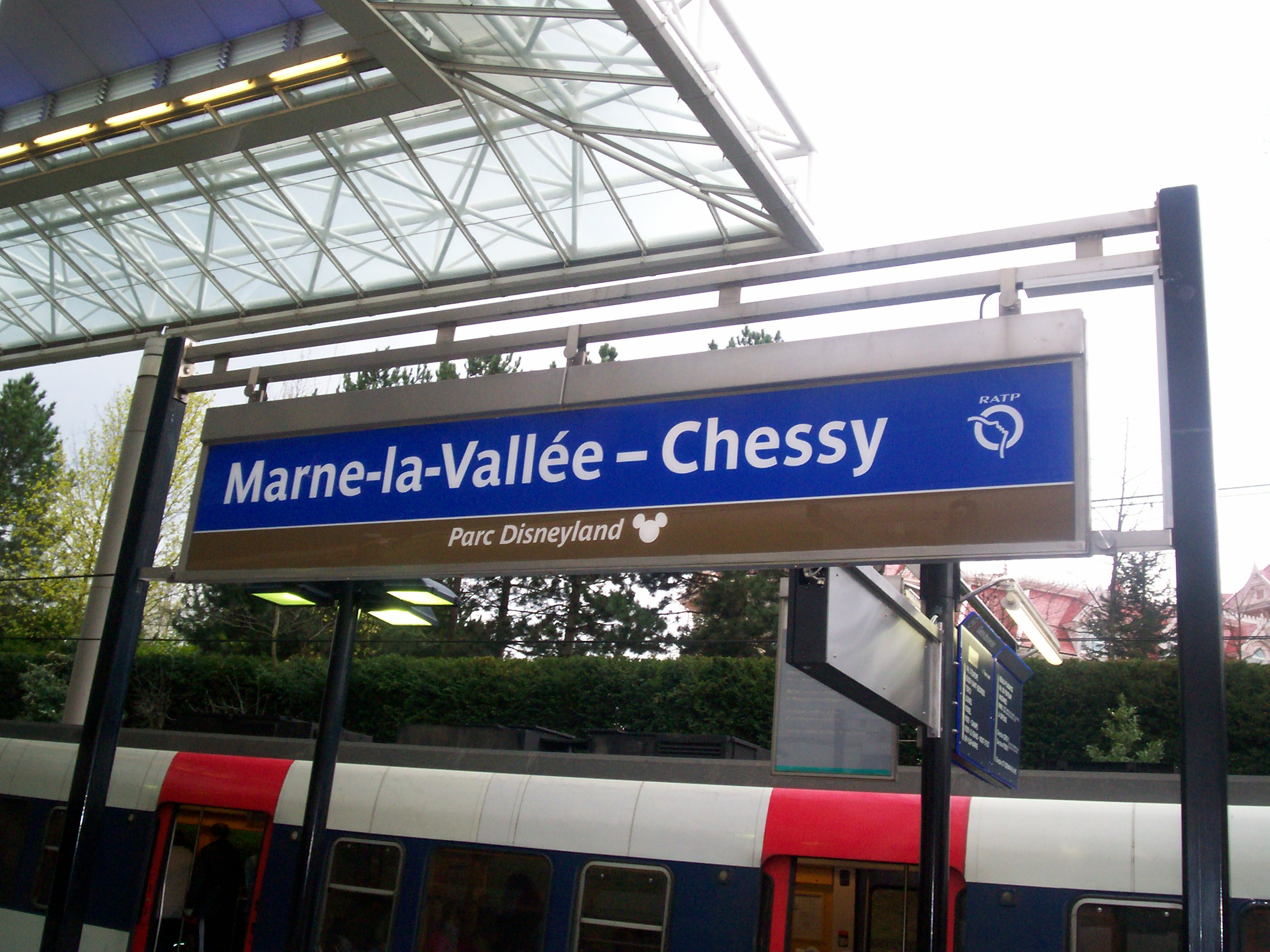
RER A线站台上的站牌，车站名字下注明“迪士尼公园”以及米老鼠剪影
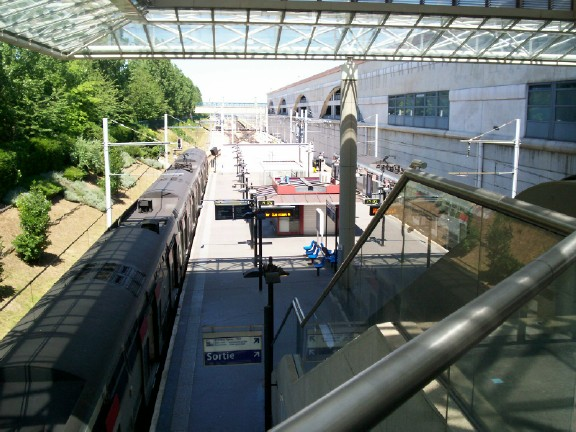
在大堂俯瞰RER A线站台

## 临近车站
| 马恩拉瓦莱-谢西站（Gare de Marne-la-Vallée - Chessy）                     |                      |                               |
| 上行车站                                                                  | 线路                 | 下行车站                      |
| 阿蒂斯蒙斯站 ←36.4km（巴黎大环线）↖ 勒克勒佐TGV站 ←289.1km（高铁东南线）↙ | 法国高速铁路互联东线 | 戴高乐机场2号航站楼站 →23.8km |
| 欧洲谷站 1.9km ←                                                          | 法兰西岛大区快铁A线  | （终点）                      |
| - 本表仅显示运营中的线路及车站                                            |                      |                               |